# Ahlersbach
Ahlersbach ist ein Stadtteil von Schlüchtern im osthessischen Main-Kinzig-Kreis.

## Geografische Lage
Ahlersbach liegt im Nordosten des Main-Kinzig-Kreises im Bergwinkel auf einer Höhe von 305 m über NN, etwa 5 km südöstlich des Ortskerns Schlüchtern, am linken Ufer des Ahlersbaches.
Ahlersbach grenzt im Norden an den Ort Herolz, im Osten an den Ort Sannerz, im Süden an den Ort Weiperz, im Westen an den Ort Hohenzell und im Nordwesten an den Hauptort Schlüchtern.

## Geschichte

### Mittelalter
Die älteste erhaltene Erwähnung des Dorfes stammt aus dem Jahr 1247 als Alsbach. 1386 wird im Ort eine Kapelle geweiht, die kirchlich der Pfarrei Hohenzell zugeordnet ist. Das Dorf gehört zum Kloster Schlüchtern und damit im Spätmittelalter zum Einflussbereich der Grafschaft Hanau. Das Kloster Schlüchtern begab sich 1457 endgültig in die Schutzherrschaft der Grafschaft Hanau, seit 1458: Grafschaft Hanau-Münzenberg. Dort war es dem Amt Schlüchtern zugeordnet.
Historische Namensformen
In erhaltenen Urkunden wurde Ahlersbach unter den folgenden Namen erwähnt (in Klammern das Jahr der Erwähnung):
Alsbach (1274), Alesbach (1279), Alenspach (1330), Alersbach (1331) und Alisbach (1343).

### Frühe Neuzeit
Die Grafschaft Hanau-Münzenberg schloss sich in der Reformation zunächst der lutherischen Konfession an, ab 1597 war sie reformiert.
Mit dem Tod des letzten Hanauer Grafen, Johann Reinhard III., fiel Ahlersbach 1736 mit der ganzen Grafschaft Hanau-Münzenberg an die Landgrafschaft Hessen-Kassel, aus der 1803 das Kurfürstentum Hessen wurde.

### Neuzeit
Während der napoleonischen Zeit stand Ahlersbach ab 1806 unter französischer Militärverwaltung, gehörte 1807–1810 zum Fürstentum Hanau und dann von 1810 bis 1813 zum Großherzogtum Frankfurt, Departement Hanau. Anschließend fiel es wieder an das Kurfürstentum Hessen zurück. Nach der Verwaltungsreform des Kurfürstentums Hessen von 1821, im Rahmen derer Kurhessen in vier Provinzen und 22 Kreise eingeteilt wurde, gehörte Ahlersbach zum Landkreis Schlüchtern. 1866 wurde das Kurfürstentum nach dem Preußisch-Österreichischen Krieg von Preußen annektiert und ist nach dem Zweiten Weltkrieg Bestandteil des Bundeslandes Hessen geworden. Ahlersbach wechselte entsprechend die Verwaltungen, denen es zugehörte.
Hessische Gebietsreform (1970–1977)
Zum 1. Dezember 1969 wurde die bis dahin selbständige Gemeinde Ahlersbach im Vorfeld der Gebietsreform in Hessen auf freiwilliger Basis in die Stadt Schlüchtern eingemeindet. Für Ahlersbach wurde, wie für die anderen eingemeindeten, ehemals eigenständigen Gemeinden von Schlüchtern, ein Ortsbezirk eingerichtet. Mit der Hessischen Gebietsreform wurde der Landkreis Schlüchtern 1974 aufgelöst und Ahlersbach liegt seit dem im Main-Kinzig-Kreis.

### Verwaltungsgeschichte im Überblick
Die folgende Liste zeigt die Staaten und Verwaltungseinheiten, denen Ahlersbach angehört(e):
- vor 1458: Heiliges Römisches Reich, Grafschaft Hanau
- ab 1458: Heiliges Römisches Reich, Grafschaft Hanau-Münzenberg, Amt Schlüchtern
- ab 1642: Heiliges Römisches Reich, Grafschaft Hanau-Lichtenberg, Amt Schlüchtern
- ab 1736: Heiliges Römisches Reich, Landgrafschaft Hessen-Kassel, Amt Schlüchtern
- ab 1803: Heiliges Römisches Reich, Landgrafschaft Hessen-Kassel, Fürstentum Hanau,[Anm. 2] Amt Steinau
- 1806–1810: Kaiserreich Frankreich,[Anm. 3] Fürstentum Hanau, Amt Steinau (Militärverwaltung)
- 1810–1813: Großherzogtum Frankfurt, Departement Hanau, Distrikt Steinau
- ab 1816: Kurfürstentum Hessen,[Anm. 4] Fürstentum Hanau, Amt Steinau[5]
- ab 1821/22: Kurfürstentum Hessen, Provinz Hanau, Kreis Schlüchtern[6][Anm. 5]
- ab 1848: Kurfürstentum Hessen, Bezirk Hanau
- ab 1851: Kurfürstentum Hessen, Provinz Hanau, Kreis Schlüchtern
- ab 1867: Königreich Preußen,[Anm. 6] Provinz Hessen-Nassau, Regierungsbezirk Kassel, Kreis Schlüchtern
- ab 1871: Deutsches Reich, Königreich Preußen, Provinz Hessen-Nassau, Regierungsbezirk Kassel, Kreis Schlüchtern
- ab 1918: Deutsches Reich (Weimarer Republik), Freistaat Preußen, Provinz Hessen-Nassau, Regierungsbezirk Kassel, Kreis Schlüchtern
- ab 1944: Deutsches Reich, Freistaat Preußen, Provinz Nassau, Landkreis Schlüchtern
- ab 1945: Amerikanische Besatzungszone,[Anm. 7] Groß-Hessen, Regierungsbezirk Wiesbaden, Landkreis Schlüchtern
- ab 1946: Amerikanische Besatzungszone, Hessen, Regierungsbezirk Wiesbaden, Landkreis Schlüchtern
- ab 1949: Bundesrepublik Deutschland, Hessen, Regierungsbezirk Wiesbaden, Landkreis Schlüchtern
- ab 1968: Bundesrepublik Deutschland, Hessen, Regierungsbezirk Darmstadt, Landkreis Schlüchtern
- ab 1969: Bundesrepublik Deutschland, Hessen, Regierungsbezirk Darmstadt, Landkreis Schlüchtern, Stadt Schlüchtern
- ab 1974: Bundesrepublik Deutschland, Hessen, Regierungsbezirk Darmstadt, Main-Kinzig-Kreis, Stadt Schlüchtern

## Bevölkerung

### Einwohnerstruktur 2011
Nach den Erhebungen des Zensus 2011 lebten am Stichtag dem 9. Mai 2011 in Ahlersbach 180 Einwohner. Darunter waren keine Ausländer.
Nach dem Lebensalter waren 48 Einwohner unter 18 Jahren, 66 zwischen 18 und 49, 48 zwischen 50 und 21 und 186 Einwohner waren älter.
Die Einwohner lebten in 66 Haushalten. Davon waren 24 Singlehaushalte, 12 Paare ohne Kinder und 18 Paare mit Kindern, sowie 9 Alleinerziehende und 3 Wohngemeinschaften. In 9 Haushalten lebten ausschließlich Senioren und in 45 Haushaltungen lebten keine Senioren.

### Einwohnerentwicklung
| Quelle: Historisches Ortslexikon |                                   |
| • 1538:                          | 5 Steuernde                       |
| • 1632:                          | 7 Haushaltungen                   |
| • 1753:                          | 15 Haushaltungen mit 93 Bewohnern |
| • 1812:                          | 24 Feuerstellen, 168 Einwohner    |

| Ahlersbach: Einwohnerzahlen von 1812 bis 2020 | Ahlersbach: Einwohnerzahlen von 1812 bis 2020 | Ahlersbach: Einwohnerzahlen von 1812 bis 2020 | Ahlersbach: Einwohnerzahlen von 1812 bis 2020 | Ahlersbach: Einwohnerzahlen von 1812 bis 2020 |
| --- | --------------------------------------------- | --------------------------------------------- | --------------------------------------------- | --------------------------------------------- |
| Jahr |                                               |                                               |                                               | Einwohner                                     |
| 1812 | 1812                                          |                                               | 168                                           | 168                                           |
| 1834 | 1834                                          |                                               | 200                                           | 200                                           |
| 1840 | 1840                                          |                                               | 195                                           | 195                                           |
| 1846 | 1846                                          |                                               | 204                                           | 204                                           |
| 1852 | 1852                                          |                                               | 207                                           | 207                                           |
| 1858 | 1858                                          |                                               | 184                                           | 184                                           |
| 1864 | 1864                                          |                                               | 161                                           | 161                                           |
| 1871 | 1871                                          |                                               | 147                                           | 147                                           |
| 1875 | 1875                                          |                                               | 142                                           | 142                                           |
| 1885 | 1885                                          |                                               | 143                                           | 143                                           |
| 1895 | 1895                                          |                                               | 133                                           | 133                                           |
| 1905 | 1905                                          |                                               | 125                                           | 125                                           |
| 1910 | 1910                                          |                                               | 137                                           | 137                                           |
| 1925 | 1925                                          |                                               | 141                                           | 141                                           |
| 1939 | 1939                                          |                                               | 139                                           | 139                                           |
| 1946 | 1946                                          |                                               | 187                                           | 187                                           |
| 1950 | 1950                                          |                                               | 178                                           | 178                                           |
| 1956 | 1956                                          |                                               | 149                                           | 149                                           |
| 1961 | 1961                                          |                                               | 155                                           | 155                                           |
| 1967 | 1967                                          |                                               | 175                                           | 175                                           |
| 1970 | 1970                                          |                                               | 178                                           | 178                                           |
| 2005 | 2005                                          |                                               | 178                                           | 178                                           |
| 2010 | 2010                                          |                                               | 166                                           | 166                                           |
| 2011 | 2011                                          |                                               | 180                                           | 180                                           |
| 2015 | 2015                                          |                                               | 169                                           | 169                                           |
| 2020 | 2020                                          |                                               | 196                                           | 196                                           |
| Datenquelle: Historisches Gemeindeverzeichnis für Hessen: Die Bevölkerung der Gemeinden 1834 bis 1967. Wiesbaden: Hessisches Statistisches Landesamt, 1968. Weitere Quellen: LAGIS; 2005; 2010; 2015; 2020; Zensus 2011 |                                               |                                               |                                               |                                               |

### Historische Religionszugehörigkeit
Quelle: Historisches Ortslexikon
| • 1885: | 142 evangelische (= 99,30 %), ein katholischer (= 0,70 %) Einwohner |
| • 1961: | 132 evangelische (= 85,16 %), 17 katholische (= 10,97 %) Einwohner  |

## Politik
Für Ahlersbach besteht ein Ortsbezirk (Gebiete der ehemaligen Gemeinde Ahlersbach) mit Ortsbeirat und Ortsvorsteher nach der Hessischen Gemeindeordnung.
Der Ortsbeirat besteht aus fünf Mitgliedern. Bei den Kommunalwahlen in Hessen 2021 betrug die Wahlbeteiligung zum Ortsbeirat 63,76 %. Alle Kandidaten gehören der „Bürgerliste Ahlersbach“ an. Der Ortsbeirat wählte Ralf Kaulich zum Ortsvorsteher.

## Infrastruktur
Im Ort gibt es ein Dorfgemeinschaftshaus.